# Rakouská zahraniční služba
Rakouská zahraniční služba (německy Auslandsdienst) je dvanáctiměsíční alternativa pro civilní služby. Tato může být provedena formou „Gedenkdienstu“ (služba pro vzpomínku na holokaust), sociální službou nebo mírovou službou.
Služba v zahraničí je ekvivalentem německého Anderen Dienst im Ausland (volný překlad: jiná služba v zahraničí). Zakladatelem je innsbrucký politolog Andreas Maislinger, který převzal základní myšlenku z německé „Aktion Sühnezeichen/Friedensdienste“ (volný překlad: akce usmířenou / mírová služba). 1. září 2002 směl první rakousky účastník nastoupit do služby pro vzpomínku na holocaust v muzeu Osvětim-Birkenau.

## Rakouská služba na památku holokaustu
Předmětem zájmu jsou oběti národního socialismu. Člen této služby vypomáhá na památnících holocaustu (muzea a vědeckovýzkumné pracoviště). Jako příklad lze uvést Centrum Simona Wiesenthala anebo Jad Vašem.

## Rakouská sociální služba

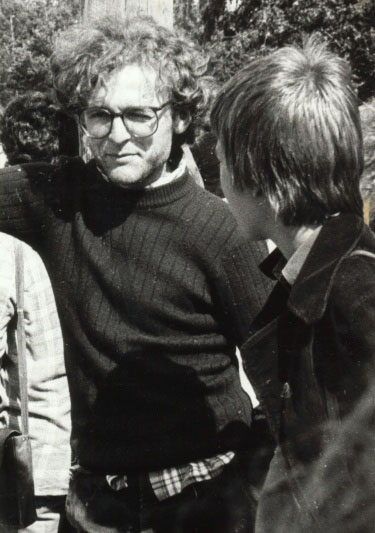
Andreas Maislinger během účasti na „Aktion Sühnezeichen Friedensdienste“ - Polsko, 1981.

Člen sociální služby má za úkol pomáhat na hospodářském a sociálním rozvoji země. Účastníci pracující v sociální službě pracují s „dětmi z ulice“ nebo na projektech na zlepšení zásobování pitné vody v zemích třetího světa.

## Rakouská mírová služba
Účastníci této služby se angažují v projektech, které pomáhají dosáhnout nebo udržet mír v ozbrojených konfliktech. Pracují například v nestátních organizacích v Izraeli, kde pořádají workshopy či společné iniciativy konfliktních stran.

## Místa působení
Argentina
- Buenos Aires - Centro de Atencion Integral a la Ninez y Adolescencia (1998)

 Bělorusko
- Minsk - Útulek pro děti (2002)
- Minsk - Dětskí domov číslo 6 (2002)
- Minsk - Školka pro děti se speciální péčí (2002)

 Bosna a Hercegovina
- Sarajevo - Phoenix Initiative (2006)

 Brazílie
- Alagoinhas - Associacao Lar Sao Benedito (2000)
- Lauro de Freitas - Centro Comunitário Cristo Libertador (2009)
- Rio de Janeiro - Center for Justice and International Law (CEJIL) (2005)

 Bulharsko
- Sofie - Schalom - Židovská organizace v Bulharsku (2004)

 Česko
- Praha - Židovská komunita (1998)

 Čínská lidová republika
- Čchi-čchi-cha-er SOS dětská vesnice (2000)
- Šanghaj - Center of Jewish Studies (2005)

 Francie
- Oradour - Centre de la mémoire|Centre de la Mémoire d'Oradour (2000)
- Paříž - La Fondation pour la Mémoire de la Déportation (1999)

 Gabon
- Lambarene - Medical Research Unit, Albert Schweitzer Hospital (2004)

 Guatemala
- Santa Rosita - ASOL Casa Hogar (2000)

 Nizozemsko
- Amsterdam - UNITED for Intercultural Action (2002) (2010)

 Indie
- Auroville - Auroville Action Group (AVAG) (2005)
- Dharamsala - Nishtha Rural Health, Education and Environment Centre (2002)
- Dharamsala - Tibetan Children’s Village (1999)
- Kochi - Mata Amritanandamayi Mission (2000)

 Izrael
- Jeruzalém - St. Vincent-Ein Kerem (2001)
- Jeruzalém - Yad Vashem (2001)

 Japonsko (2002)
- Hirošima - Hiroshima Peace Culture Foundation|Peace Culture Foundation

 Kanada
- Montreal - Montreal Holocaust Memorial Centre|Holocaust Memorial Centre (1998)
- Montreal - Kleinmann Family Foundation (2002)

 Kostarika
- La Gamba - Tropical Field Station La Gamba (2006)

 Maďarsko
- Budapešť - European Roma Rights Center (2002)

 Německo
- Berlín - Židovské múzeum v Berlíně (1999)
- Marburg - Terra Tech (1999)
- Moringen - Koncentračný tábor ve městě Moringen (1999)

 Nikaragua
- Granada - Casa de los Tres Mundos (2000)

 Pákistán
- Láhaur - SOS Children's Village Association (2007)

 Peru
- Lima - Centro de Información y Educación para la Prevención del Abuso de Drogas (2002)

 Polsko
- Kraków - Center for Jewish Culture (1999)
- Kraków - PAH Polska Akcja Humanitarna (2004)
- Oswiecim - Auschwitz Jewish Center (2004)

 Spojené království
- Londýn - Royal London Society for the Blind (2000)
- Londýn - The National Yad Vashem Charitable Trust Archivováno 12. 6. 2011 na Wayback Machine. (1999)
- Londýn - Wiener Library|Institute of Contempory History and Wiener Library (1998)

 Spojené státy americké
- Chicago - Illinois Holocaust Museum and Education Center (2010)
- Detroit - Holocaust Memorial Center (1999)
- Houston - Muzeum holokaustu v Houstonu (1999)
- Los Angeles - Los Angeles Museum of the Holocaust (2007)
- Los Angeles - Simon Wiesenthal Center (1998)
- Los Angeles - USC Shoah Foundation Institute for Visual History and Education (1999)
- New York - Gay Men's Health Crisis (1999)
- New York - Museum of Jewish Heritage (2000)
- New York - Anti Defamation League (2008)
- New York - American Jewish Committee (2009)
- Reno - Center for Holocaust, Genocide & Peace Studies (1999)
- Richmond - Virginia Holocaust Museum (1999)
- Saint Petersburg - The Florida Holocaust Museum (1999)
- San Francisco - Holocaust Center of Northern California (1999)

 Itálie
- Como - Istituto di Storia Contemporanea "Pier Amato Perretta"(ISC) (2002)
- Milán - Centro Di Documentazione Ebraica Contemporanea (1999)
- Prato - Museo della Deportazione Archivováno 6. 7. 2020 na Wayback Machine. (2008)

 Uganda
- Fort Portal - Mountains of the Moon University (2006)

## Financování
Rakouská republika přenechává každému spolku, který umožňuje vykonávat službu v zahraničí, určitý rozpočet. Pro každého vyslaného rakouského občana se počítá s 10 000 eury. Tento omezený rozpočet je důvodem, proč nemůže každý zájemce uskutečnit službu v zahraničí.

## Titul „Auslandsdiener des Jahres“
Od roku 2005 uděluje představenstvo této organizace titul "Auslandsdiener des Jahres" (volný překlad: služebník zahraniční služby roku).
Nositelé:
- 2005 – Dr. Andreas Daniel Matt
- 2006 – Martin Wallner